# Del brazo con la muerte
 Del brazo con la muerte es una película de Argentina en blanco y negro  dirigida por Carlos Lao según su propio guion que se estrenó el 8 de septiembre de 1966 y que tuvo como protagonistas a Carlos Lao, Alejandro Lao, Nelly Panizza y Nathán Pinzón. La película había sido producida en 1961 y el verdadero nombre del director es Carlos Dimitriadis.

## Sinopsis
Un delincuente se aprovecha de un vago que se cruza en su camino y lo convence de realizar un robo.

## Reparto
- Carlos Lao …Aníbal Stamponi / Víctor Cáceres
- Alejandro Lao …Enrique
- Nelly Panizza …Amante de Stamponi
- Nathán Pinzón …Dr. Hoffman
- Rodolfo Crespi …Panchito
- Julio Bianquet …Jaime
- Antonio Román
- Horacio Peña
- Rodolfo Altstatter
- Antonio D'Anna
- Richard Héctor De Pavio
- Mónica Devins
- Gladys Parente
- Ricardo Larson
- Kaluste Derderian
- R. N. Pandolfi
- Lalo Cipriano

## Comentarios
La Nación dijo:

”Rudimentaria expresión cinematográfica”.

Manrupe y Portela escriben:

”Increíble policial para la carcajada en el que no falta nada: pésimas actuaciones, un asunto obvio y hasta un final en el que se descubre que todo fue un sueño. Una cult-movie que necesita ser descubierta. Entre las peores películas de todos los tiempos.”